# Патриша Робинс
Патриша Робинс (на английски: Patricia Robins) е плодовита британска писателка на бестселъри в жанра съвременен и исторически любовен роман и романтичен трилър. Пише и под псевдонима Клер Лоримър (на английски: Claire Lorrimer).

## Биография и творчество
Патриша Денис Робинс е родена на 1 февруари 1921 г. в Хоув, Съсекс, Англия, в семейството на Артър Робинс и Дениз Клайн. Има две сестри. Майка ѝ е писателка на любовни романи, пишеща под името Денис Робинс, а баба ѝ е писателката Катлийн Кларис Грум.
Патриша учи в Съсекс, в Швейцария и в Мюнхен, Германия. Още от 12-годишна възраст е стимулирана от майка си да пише, като първоначално публикува детски произведения. В периода 1938-1940 г. работи като редактор в дамско списание в Лондон. По време на Втората световна война в периода 1940-1945 г. работи в радарна станция като част от Дамския корпус на Кралските военновъздушни сили.
Първият си любовен роман „To the Stars“ издава през 1944 г.
От 1967 г. започва да пише готически любовни романи, а по-късно и семейни саги, и романтични трилъри, под псевдонима Клер Лоримър. От средата на 90-те пише само под псевдонима си.
Патриша Робинс живее в Кент, Англия.

## Произведения

### Като Патриша Робинс

#### Самостоятелни романи
- To the Stars (1944)
- Awake My Heart (1950)
- Beneath the Moon (1951)
- Leave My Heart Alone (1951)
- The Fair Deal (1952)
- Heart's Desire (1953)
- So This Is Love (1953)
- Heaven in Our Hearts (1954)
- One Who Cares (1954)
- Love Cannot Die (1955)
- The Foolish Heart (1956)
- Give All to Love (1956)
- He Is Mine (1957)
- Where Duty Lies (1957)
- Love Must Wait (1958)
- Lonely Quest (1959)
- Lady Chatterley's Daughter (1961)
- The Last Chance (1961)
- The Long Wait (1962)
- The Runaways (1962)
- With All My Love (1963)
- Any Time At All (1964)
- The Constant Heart (1964)
- The Night Is Thine (1964)
- Second Love (1964)
- Love Me Tomorrow (1966)
- The Uncertain Joy (1966)
- Sapphire in the Sand (1967)
- Return to Love (1968)
- Forbidden (1969)
- Laugh on Friday (1969)
- No Stone Unturned (1969)
- Cinnabar House (1970)
- Under the Sky (1970)
- The Crimson Tapestry (1971) – издадена и като „The Woven Thread“
- Play Fair with Love (1972)
- None But He (1973)
- Forever (1991)
- Fulfilment (1993)
- Forsaken (1993)
- The Legend (1997)

#### Серия „Първи години“ (First Years)
1. No More Loving (1965)
2. There Is But One (1965)
3. Topaz Island (1965)

#### Детска литература
- The Adventures of the Three Baby Bunnies (1934)
- Tree Fairies (1945)
- Sea Magic (1946)
- The Heart of a Rose (1947)
- The One Hundred Pound Reward (1966)

### Като Клер Лоримър

#### Самостоятелни романи
- The Garden (1980)
- Dead Reckoning (2009)
- Obsession (2013)
- The Woven Thread (2014)

#### Серия „Съвременни любовни романи“ (Claire Lorrimer's Contemporary Romance)
1. A Voice in the Dark (1967)
2. The Shadow Falls (1974)
3. Relentless Storm (1979)
4. Смъртоносен чар, The Secret of Quarry House (1988)

#### Серия „Огнени жени“ (Women of Fire Trilogy)
1. Морийн, Mavreen (1976) – издаден и като „Scarlett“
2. Тамариск, Tamarisk (1978) – издаден и като „Antoinette“
3. Шантал, Chantal (1980)

#### Серия „Сага за Рошфорд“ (Rochford Trilogy)
1. Господарката, The Chatelaine (1978)
2. Дивото цвете, The Wilderling (1982)
3. Fool's Curtain (1994) – издаден и като „The Dynasty“

#### Серия „Исторически саги“ (Claire Lorrimer's Historical Sagas)
1. Last Year's Nightingale (1984)
2. Frost in the Sun (1986)
3. Ortolans (1990)
4. The Spinning Wheel (1991)
5. The Silver Link (1993)
6. Deception (2003)
7. Truth to Tell (2007)

#### Серия „Ортоланс“ (Ortolans)
- Ortolans (1990)

1. Eleanor (1995)
2. Sophia (1995)
3. Emma (1995)

#### Серия „Маврин“ (Mavreen, Audio)
1. The Full Moon (1995)
2. Harvest Moon (1995)
3. The New Moon (1995)

#### Серия „Исторически любовни романи“ (Claire Lorrimer's Light Romance)
1. Дъщерята на лейди Чатърли, Connie's Daughter (1995) – продължение на романа „Любовникът на лейди Чатърли“
2. Beneath the Sun (1996)
3. Second Chance (1998)
4. An Open Door (1999)
5. Never Say Goodbye (2000)
6. The Search for Love (2000)
7. For Always (2001)
8. The Faithful Heart (2002)
9. Troubled Waters (2004)

#### Серия „Тамариск“ (Tamarisk, Audio)
1. The Fledgling (1996)
2. The Skylark (1996)

#### Серия „Бейнбъри“ (Bainbury)
1. The Reunion (1997)
2. The Reckoning (1998)

#### Серия „Трилъри“ (Claire Lorrimer's Murder Mysteries)
1. Over My Dead Body (2003)
2. Dead Centre (2004)
3. Infatuation (2007)

#### Сборници
- Variations (1991)
- Emotions (2008)

#### Документалистика
- House of Tomorrow: Biography (1987)
- You Never Know: Autobiography (2007)